# Wittenwil

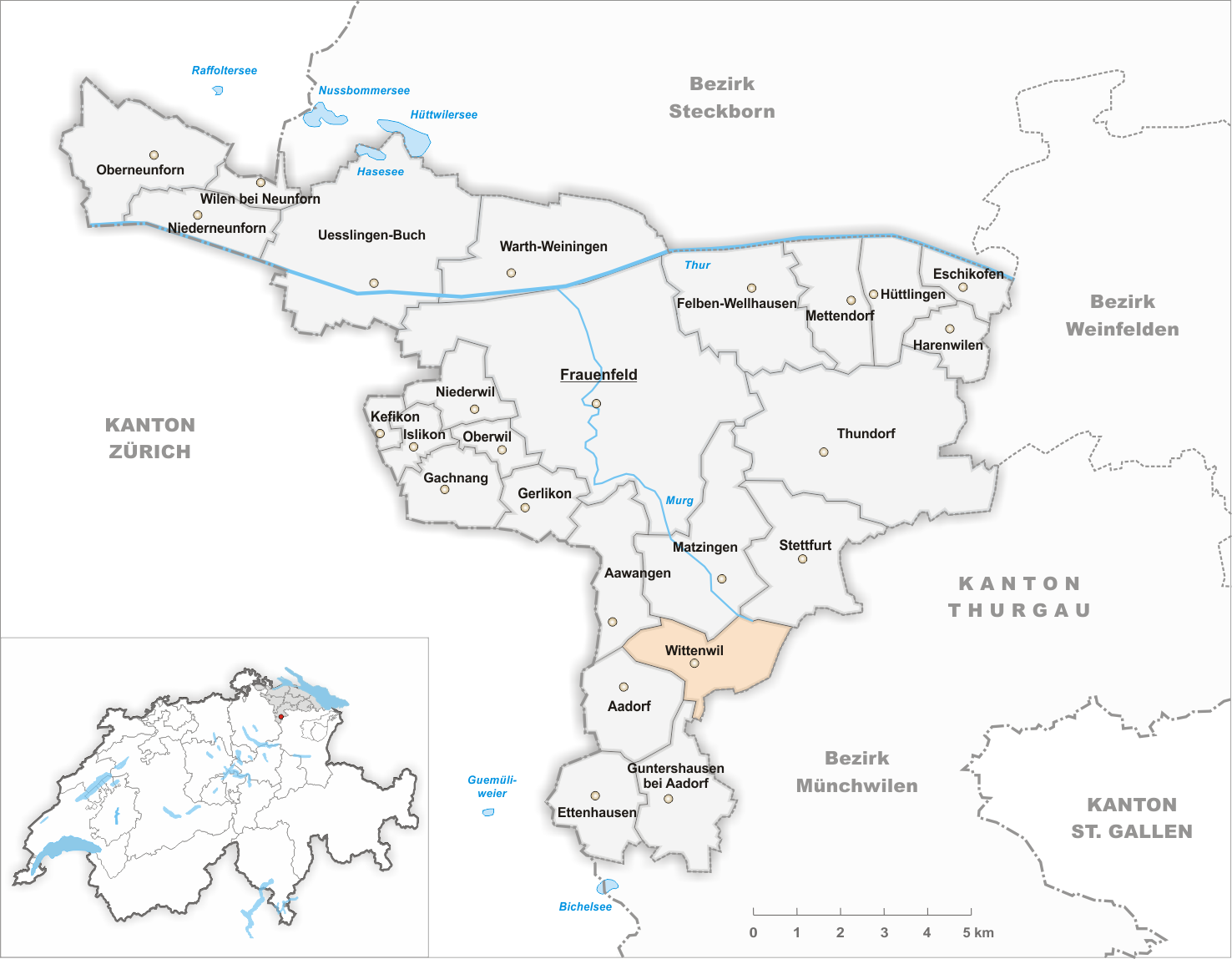
Gemeindestand vor der Fusion im Jahr 1996

Wittenwil ist eine ehemalige Ortsgemeinde und eine Ortschaft der Gemeinde Aadorf im Bezirk Münchwilen des Kantons Thurgau in der Schweiz, zwischen Murg und Lützelmurg gelegen.
Von 1803 bis 1995 war die Ortsgemeinde Wittenwil, die ab 1812 auch Weiern, Heiterschen und Tausendlist umfasste, Teil der Munizipalgemeinde Aadorf. Am 1. Januar 1996 fusionierte die Ortsgemeinde Wittenwil zur politischen Gemeinde Aadorf. Gleichzeitig wurden die Weiler Heiterschen und Jakobstal (133 ha) von der Ortsgemeinde Wittenwil abgetrennt und der Einheitsgemeinde Wängi zugeteilt.

## Geschichte
Der Ort wurde 1282 als Witenwile erstmals erwähnt. Wittenwil gehörte im Mittelalter den Grafen von Toggenburg, die es 1376 mit Spiegelberg zu einer Herrschaft zusammenschlossen. Die Muntprat von Spiegelberg besassen diese Herrschaft ab 1464, die von Landenberg ab 1528. Wittenwil und Spiegelberg wurden 1595 wieder getrennt. Ab 1620 waren die Harder, die 1656 das Schloss neu erbauten, die Gerichtsherren von Wittenwil, 1722 bis 1774 die Freiherren von Rüpplin und 1777 bis 1798 die Zürcher Familie Schulthess. Kirchlich teilte Wittenwil das Schicksal von Aadorf.
Neben Acker-, Wiesen- und Obstbau wurde ab 1850 Vieh- und Milchwirtschaft betrieben, 1882 entstand eine Käserei. 1880 bis 1927 bestand eine Stickerei, 1850 bis 1927 in Jakobstal eine Baumwollweberei. Nach dem Anschluss an die Autobahn A1 stieg die Bevölkerungszahl ab 1970 stetig.

## Bevölkerung
| Jahr         | 1850  | 1900  | 1950  | 1990  | 2000  | 2010  | 2018  |
| ------------ | ----- | ----- | ----- | ----- | ----- | ----- | ----- |
| Ortsgemeinde | 411   | 440   | 487   | 573   |       |       |       |
| Ortschaft    |       |       |       |       | 273   | 287   | 456   |
| Quelle       | [ 3 ] | [ 3 ] | [ 3 ] | [ 3 ] | [ 4 ] | [ 5 ] | [ 2 ] |

Von den insgesamt 456 Einwohnern der Ortschaft Wittenwil im Jahr 2018 waren 219 (48,0 %) evangelisch-reformiert und 109 (23,9 %) römisch-katholisch.

## Sehenswürdigkeiten
Das Schloss Wittenwil und die ehemalige Wirtschaft «Zum Tannenbaum» in Weiern sind in der Liste der Kulturgüter in Aadorf aufgeführt.

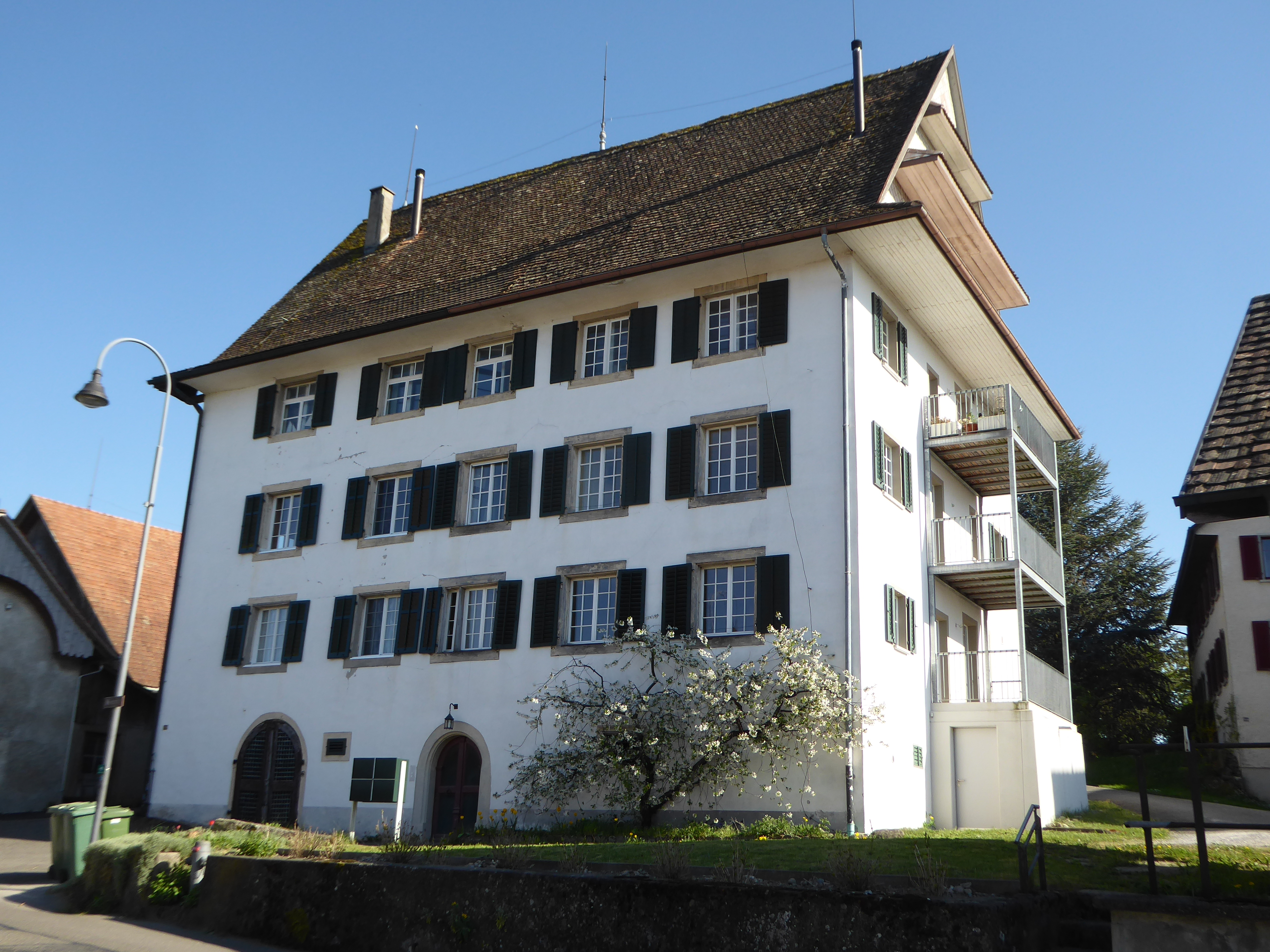
Schloss Wittenwil, Südseite
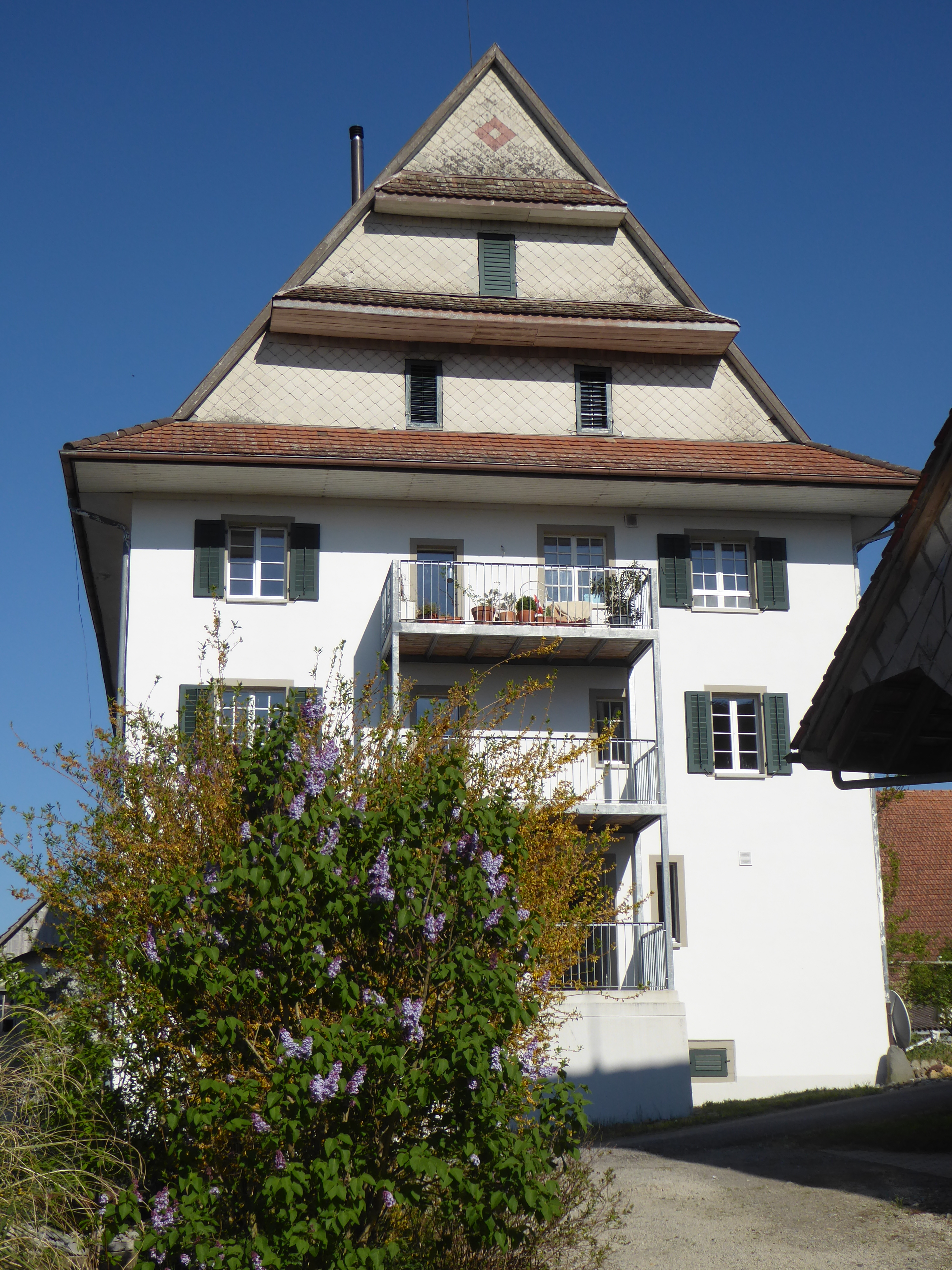
Schloss Wittenwil, Westseite
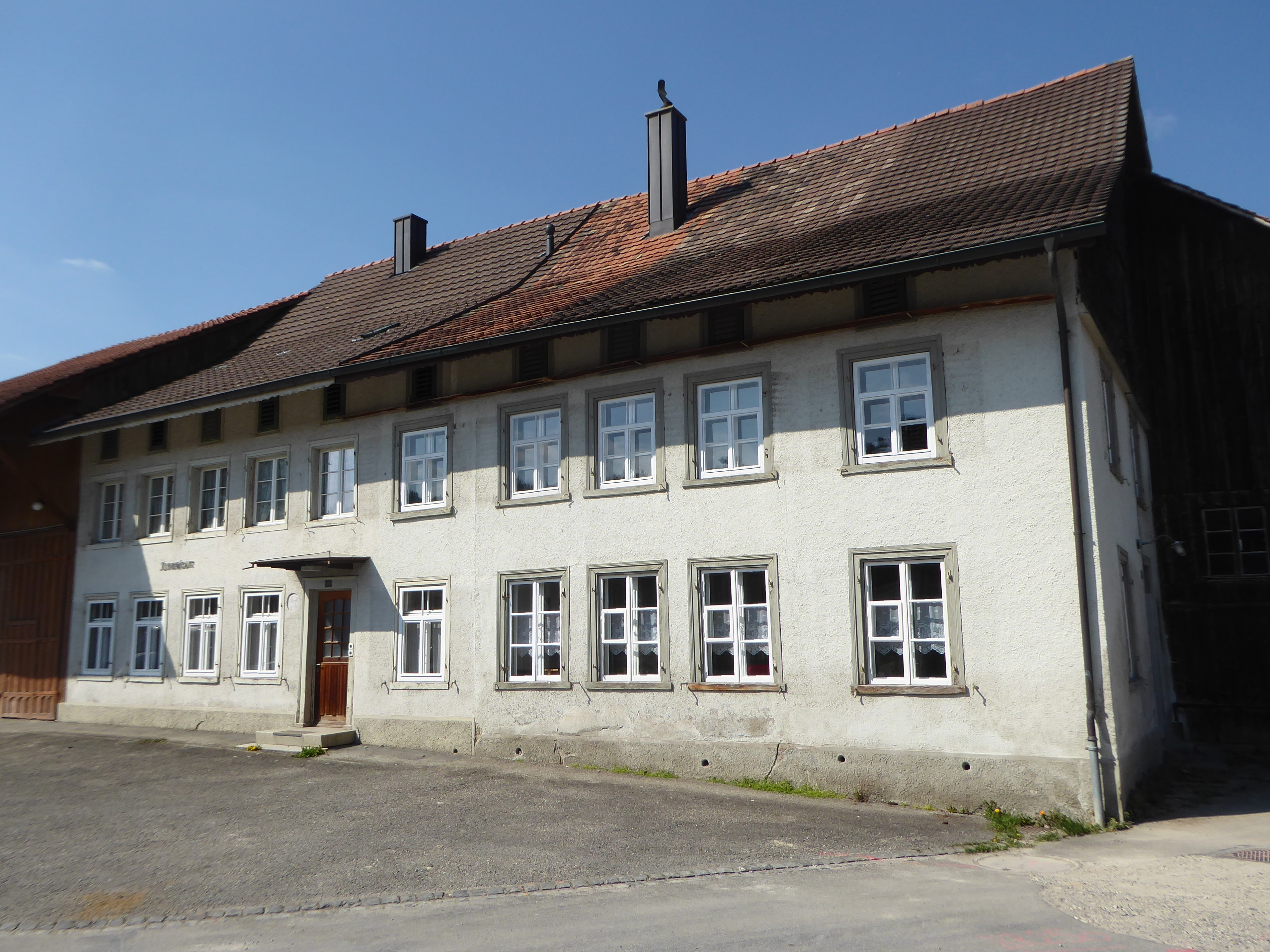
Wirtschaft «Zum Tannenbaum» in Weiern